# Ich bin in mir vergnügt, BWV 204
Ich bin in mir vergnügt (en español, Estoy contento conmigo mismo), BWV 204 es una cantata secular compuesta por Johann Sebastian Bach en Leipzig entre 1726 y 1727.

## Historia y texto
Bach compuso esta cantata en Leipzig entre 1726 y 1727 para una ocasión desconocida. Es texto está tomado de la obra de Christian Friedrich Hunold. Se asume que Hunold y Bach se conocieron, pero el libretista murió en 1721, tiempo antes de que la cantata fuera compuesta.
La música del aria de cierre se reutilizó en la cantata nupcial Vergnügte Pleißenstadt, BWV 216 de 1728.

## Partitura y estructura
La cantata tiene partitura para soprano solista, flauta travesera, dos oboes, dos violines, viola y bajo continuo.
Tiene ocho movimientos:
1. Recitativo: Ich bin in mir vergnügt
2. Aria: Ruhig und in sich zufrieden
3. Recitativo: Ihr Seelen, die ihr außer euch
4. Aria: Die Schätzbarkeit der weiten Erden
5. Recitativo: Schwer ist es zwar, viel Eitles zu besitzen
6. Aria: Meine Seele sei vergnügt
7. Recitativo: Ein edler Mensch ist Perlenmuscheln gleich
8. Aria: Himmlische Vergnügsamkeit

## Música
El recitativo de apertura es activo armónicamente pero melódicamente fragmentado por la inusual elección de un conjunto balanceado de acoplamientos en el recitativo. La primera aria se caracteriza por un «sensación de esfuerzo sin descanso» y comienza inmediatamente después de un corto ritornello instrumental y un único da capo. El segundo recitativo es el único accompagnato, con una armonía de las cuerdas que «comienza a deslizarse como arenas movedizas». El aria tiene un ritornello fluido del bajo continuo y obbligato del violín. El tercer recitativo es secco con «dos estallidos de virtuosismo operístico». El tercer aria es en forma ternaria y modo menor. El cuarto recitativo incluye un airoso pasaje que acaba con una cadencia «excesivamente extraña». El movimiento final es el único que incluye partes instrumentales, con un tema de apertura similar a una danza y estructura ABAB.

## Grabaciones
- Amsterdam Baroque Orchestra, Ton Koopman. J.S. Bach: Complete Cantatas  Vol. 4. Erato, 1996.
- Bach-Collegium Stuttgart, Helmuth Rilling. Edition Bachakademie Vol. 62. Hänssler, 1998.
- Württemberg Chamber Orchestra, Rudolf Ewerhart. Bach Cantatas. Vox, 1966.